# Diplacina torrenticola
Diplacina torrenticola is een libellensoort uit de familie van de korenbouten (Libellulidae), onderorde echte libellen (Anisoptera).
De wetenschappelijke naam Diplacina torrenticola is voor het eerst geldig gepubliceerd in 1987 door van Tol.